# Il ritorno di Vashna
(Cadak verso Lupo Solitario, paragrafo 239)
Il ritorno di Vashna (titolo originale The Legacy of Vashna), ripubblicato nel 2019 come Il retaggio di Vashna, è un librogame dello scrittore inglese Joe Dever, pubblicato nel 1991 a Londra dalla Arrow Books e tradotto in numerose lingue del mondo. È il sedicesimo dei volumi pubblicati della saga Lupo Solitario. La prima edizione italiana, del 1992, fu a cura della Edizioni EL.

## Trama
Dopo esser tornato vittorioso dalla liberazione della città di Lencia un altro incombente pericolo rischia di abbattersi sulle terre del Magnamund. Naar e i suoi seguaci, viste le continue sconfitte che il Grande Maestro Ramas gli ha inflitto, hanno intenzione di riportare in vita il più sanguinario dei Signori delle Tenebre, Vashna. I Maghi Anziani hanno ricevuto informazioni importanti dal Presidente dei territori del Magador nelle terre selvagge, sarà li che Naar tenterà per la seconda volta di riportare in vita il più temibile dei Signori delle Tenebre. Lupo Solitario ed il suo fidato consigliere Lord Rimoah, studiano un piano per impedire l'imminente catastrofe, che porterà il Grande Maestro Ramas ad iniziare il suo lungo viaggio nel Maakengorge. Dopo innumerevoli avventure, proprio quando Lupo Solitario giunge a destinazione, L'Arcidruido Cadak, suo nemico ormai da un paio d'anni, lo spedisce attraverso un Cancello dell'Ombra nel Piano delle Tenebre del dio oscuro Naar. Li il Grande Maestro sventerà i piani del Dio del male, sconfiggendo la demonessa Shamath e sottraendole l'Asta della Morte, arma terribile che permetterebbe a Shamath di conquistare l'intero Magnamund. In un trionfale ritorno al suo mondo natale, Lupo Solitario mette fine all'esistenza di Cadak sigillando una volta per tutte il Cancello dell'Ombra. Nel suo viaggio nel Piano delle Tenebre, Lupo Solitario incontra per la prima volta Alyss, una strana creatura (probabilmente una semidea) che lo aiuta nella guerra contro il Dio oscuro.

## Edizioni
- Joe Dever, Il ritorno di Vashna, traduzione di Laura Pelaschiar McCourt, collana Librogame, Edizioni EL, 1991,  cap. 350, ISBN 88-7068-418-0.